# Мария (дочь Стилихона)
Мари́я (385 — февраль 407, Равенна, Западная Римская империя) — старшая дочь Стилихона и Серены, племянницы Феодосия Великого. Первая супруга императора Флавия Гонория и родная сестра его второй жены Ферманции.
Благодаря отцу в 398 году была устроена её свадьбы с императором Гонорием, который приходился невесте двоюродным дядей. Некоторое время жила вместе с мужем в Медиолане, впоследствии поселилась в Риме. Здесь она умерла в феврале 407 года. После её смерти Гонорий женился на её младшей сестре Ферманции.
По сведениям историка Зосима Мария (как и Ферманция) так и осталась девственницей: Гонорий был либо импотентом, либо не интересовался женщинами.